# Cuadrado unidad

El cuadrado unidad en el plano real

En matemáticas, un cuadrado unidad (también denominado cuadrado unitario) es un cuadrado cuyos lados tienen una longitud de 1 unidad. A menudo, se refiere específicamente al cuadrado en el plano cartesiano con esquinas en los cuatro puntos (0, 0), (1, 0), (0, 1) y (1, 1).

## Coordenadas cartesianas
En un sistema de coordenadas cartesianas (x, y), un cuadrado unidad consta de los puntos donde tanto x como y se encuentran en un intervalo unidad cerrado desde 0 a 1.
Es decir, es el Producto cartesiano I × I, donde I denota el intervalo unidad cerrado.

## Coordenadas complejas
El cuadrado unidad también se puede considerar como un subconjunto del plano complejo, el espacio topológico formado por los números complejos.
En estas condiciones, sus cuatro esquinas coinciden con los números complejos {\displaystyle 0,1,i} y {\displaystyle 1+i}.

## Problema de la distancia racional
No se sabe si algún punto del plano está a una distancia racional de los cuatro vértices del cuadrado unitario.